# Cao Minh, Vĩnh Bảo
Cao Minh là một xã thuộc huyện Vĩnh Bảo, thành phố Hải Phòng, Việt Nam.
Xã Cao Minh có diện tích 7,6 km², dân số năm 1999 là 8.187 người, mật độ dân số đạt 1.077 người/km².